# Óscar Trejo
Óscar Trejo (Santiago del Estero, 24 de abril de 1988) é um futebolista profissional argentino que atua como atacante.

## Carreira
Óscar Trejo começou a carreira no Boca Juniors.

## Títulos
Rayo Vallecano
- Segunda Divisão Espanhola: 2017–18